# Oakenholt

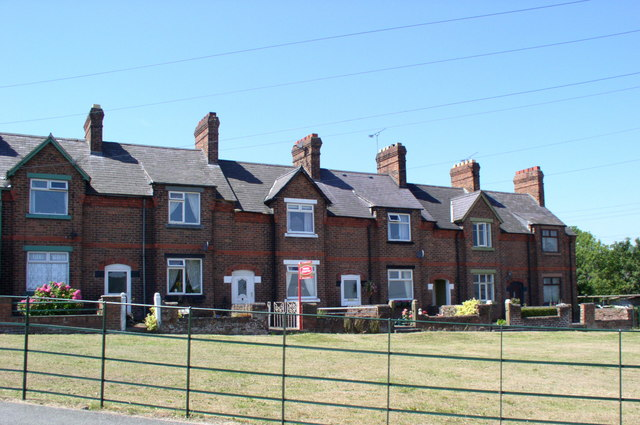
Terraço de casas vitoriano em Oakenholt.

Oakenholt é uma vila em Flintshire, Gales. Está localizada a sudeste da cidade de Flint, próxima à estrada A548. No censo realizado em 2011 no Reino Unido, a população do distrito eleitoral de Flint Oakenholt tinha um total de 2.920.